# Guillermo Trama
Guillermo Trama (nacido el 3 de febrero de 1954 en Comandante Nicanor Otamendi) es un exfutbolista argentino. Se desempeñaba como delantero y fue campeón de Primera División de Argentina con Rosario Central y Estudiantes de La Plata (en dos ocasiones).

## Carrera
Trama se inició como futbolista en el club de su ciudad natal, Comandante Otamendi. El Círculo Deportivo era partícipe de la Liga Marplatense de fútbol, lo que le confirió la posibilidad de tener su primera participación en el fútbol grande de Argentina, vistiendo la casaca de Kimberley de Mar del Plata en el Nacional 1971. Manteniendo el pase en su club de origen, fue cedido a varios equipos año a año, principalmente cuadros marplatenses.
Durante el Nacional 1976 tuvo su más destacada actuación en esta saga de préstamos. Jugando para San Martín de Mendoza marcó 7 goles en 14 partidos, despertando el interés de Racing Club, donde jugó durante 1977.
Al año siguiente su ficha fue adquirida por Rosario Central, club en el que se afirmó definitivamente en la Primera División. Vistió la casaca canalla durante tres temporadas, disputando 111 partidos y marcando 42 goles.  

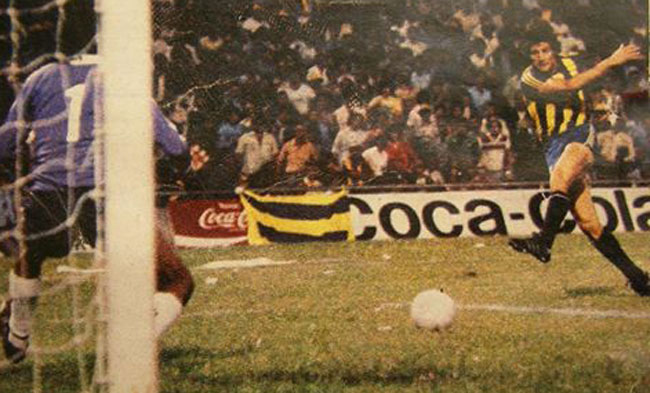
Gol de Trama ante Racing de Córdoba en la final del Nacional 1980.

En su primer torneo, el Metropolitano 1978, logró 14 conquistas, dos de ellas en los clásicos rosarinos disputados en el torneo. Conformó delantera con el retornado Ramón Bóveda y el Pampa Orte.

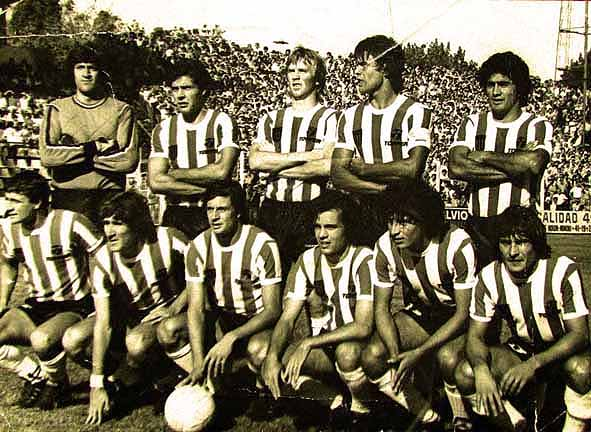
Estudiantes de La Plata campeón 1982. Arriba: Carlos Bertero, Miguel Ángel Russo, Miguel Ángel Gette, José Luis Brown y Luis Malvárez; abajo: Hugo Gottardi, Héctor Vargas, Guillermo Trama, Alejandro Sabella, Sergio Estéban Gurrieri y Abel Herrera.

Continuó con su buena marca goleadora en los torneos siguientes; durante 1979 surgió el equipo apodado La Sinfónica, conducido desde el banco por Ángel Tulio Zof. Central fue semifinalista tanto en el Metro como en el Nacional; Trama anotó 18 goles ese año, uno de ellos en el clásico rosarino disputado por la 5.ª fecha del Nacional, que finalizó igualado en dos.
En 1980 llegaría la consagración del cuadro centralista, al obtener el Nacional, nuevamente bajo la batuta de Zof, quien había dejado el equipo a fines de 1979 y retornado para este campeonato. Si bien Trama fue perdiendo lugar entre los titulares ante la llegada de Víctor Marchetti y la irrupción en el equipo de primera de un juvenil Daniel Teglia, aportó dos goles en la campaña del campeón; el segundo de ellos fue en el partido de ida de la final ante Racing de Córdoba, convirtiendo el gol para el 5-1 definitivo, remantando de zurda una asistencia del Pampa Orte. También ingresó desde el banco en el partido revancha.
Continuó su carrera en Estudiantes de La Plata desde 1981, donde siguió marcando su calidad de juego y consiguiendo títulos. Se transformó en titular indiscutido de la delantera del Pincha dirigido por Carlos Bilardo, siendo acompañado por Hugo Gottardi. Obtuvo dicho elenco dos campeonatos en forma consecutiva: el Metropolitano 1982 y el Nacional 1983. Trama aportó 13 goles en el primero de ellos, mientras que en el Nacional convirtió 3 tantos, dos de ellos en las finales ante Independiente.
Su estadía en el equipo platense se prolongó hasta mediados de 1986, cuando pasó a jugar para Luján Sport Club de Mendoza. Su estadística en el León marca que disputó 171 partidos y anotó 37 goles.
Cerró su carrera en el club que lo vio nacer, Círculo Deportivo Nicanor Otamendi; actualmente el estadio de este equipo lleva por nombre Guillermo Trama.

## Clubes
| Club                               | País      | Año       |
| ---------------------------------- | --------- | --------- |
| Círculo Deportivo Nicanor Otamendi | Argentina | 1970      |
| Kimberley                          | Argentina | 1971      |
| Ferro Carril Oeste                 | Argentina | 1972      |
| Círculo Deportivo Nicanor Otamendi | Argentina | 1973      |
| Aldosivi                           | Argentina | 1974      |
| San Lorenzo de Mar del Plata       | Argentina | 1975      |
| San Martín de Mendoza              | Argentina | 1976      |
| Racing Club                        | Argentina | 1977      |
| Rosario Central                    | Argentina | 1978-1980 |
| Estudiantes de La Plata            | Argentina | 1981-1986 |
| Luján Sport Club                   | Argentina | 1986      |
| Círculo Deportivo Nicanor Otamendi | Argentina | 1987      |

## Estadísticas
Datos actualizados al fin de la carrera deportiva.
| Kimberley Argentina                                                                    |               |               |     |     |    |     |     |      |      |
| 1.ª                                                                                    | N-1971        | 1             | 0   | -   | -  | 1   | 0   | 0,00 |      |
| Total club                                                                             | Total club    | 1             | 0   | 0   | 0  | 1   | 0   | 0,00 |      |
| Ferro Carril Oeste Argentina                                                           |               |               |     |     |    |     |     |      |      |
| 1.ª                                                                                    | M-1972        | 8             | 0   | -   | -  | 8   | 0   | 0,00 |      |
| Total club                                                                             | Total club    | 8             | 0   | 0   | 0  | 8   | 0   | 0,00 |      |
| Aldosivi Argentina                                                                     |               |               |     |     |    |     |     |      |      |
| 1.ª                                                                                    | N-1974        | 12            | 2   | -   | -  | 12  | 2   | 0,16 |      |
| Total club                                                                             | Total club    | 12            | 2   | 0   | 0  | 12  | 2   | 0,16 |      |
| San Martín (M) Argentina                                                               |               |               |     |     |    |     |     |      |      |
| 1.ª                                                                                    | N-1976        | 15            | 7   | -   | -  | 15  | 7   | 0,46 |      |
| Total club                                                                             | Total club    | 15            | 7   | 0   | 0  | 15  | 7   | 0,46 |      |
| Racing Club Argentina                                                                  |               |               |     |     |    |     |     |      |      |
| 1.ª                                                                                    | M-1977        | 41            | 11  | -   | -  | 41  | 11  | 0,26 |      |
| 1.ª                                                                                    | N-1977        | 11            | 5   | -   | -  | 11  | 5   | 0,45 |      |
| Total club                                                                             | Total club    | 52            | 16  | 0   | 0  | 52  | 16  | 0,30 |      |
| Rosario Central Argentina                                                              |               |               |     |     |    |     |     |      |      |
| 1.ª                                                                                    | M-1978        | 33            | 14  | -   | -  | 33  | 14  | 0,42 |      |
| 1.ª                                                                                    | N-1978        | 13            | 3   | -   | -  | 13  | 3   | 0,23 |      |
| 1.ª                                                                                    | M-1979        | 20            | 9   | -   | -  | 20  | 9   | 0,45 |      |
| 1.ª                                                                                    | N-1979        | 15            | 9   | -   | -  | 15  | 9   | 0,60 |      |
| 1.ª                                                                                    | M-1980        | 20            | 5   | -   | -  | 20  | 5   | 0,25 |      |
| 1.ª                                                                                    | N-1980        | 10            | 2   | -   | -  | 10  | 2   | 0,20 |      |
| Total club                                                                             | Total club    | 111           | 42  | 0   | 0  | 111 | 42  | 0,37 |      |
| Estudiantes de La Plata Argentina                                                      |               |               |     |     |    |     |     |      |      |
| 1.ª                                                                                    | M-1981        | 19            | 2   | -   | -  | 19  | 2   | 0,10 |      |
| 1.ª                                                                                    | N-1981        | 6             | 1   | -   | -  | 6   | 1   | 0,16 |      |
| 1.ª                                                                                    | N-1982        | 13            | 2   | -   | -  | 13  | 2   | 0,15 |      |
| 1.ª                                                                                    | M-1982        | 34            | 13  | -   | -  | 34  | 13  | 0,38 |      |
| 1.ª                                                                                    | N-1983        | 17            | 5   | 6   | 3  | 23  | 8   | 0,34 |      |
| 1.ª                                                                                    | M-1983        | 23            | 1   | 4   | 0  | 27  | 1   | 0,03 |      |
| 1.ª                                                                                    | N-1984        | 5             | 5   | 6   | 0  | 11  | 5   | 0,45 |      |
| 1.ª                                                                                    | M-1984        | 33            | 2   | -   | -  | 33  | 2   | 0,06 |      |
| 1.ª                                                                                    | N-1985        | 11            | 5   | -   | -  | 11  | 5   | 0,45 |      |
| 1.ª                                                                                    | 1985/86       | 9             | 2   | -   | -  | 9   | 2   | 0,22 |      |
| Total club                                                                             | Total club    | 170           | 38  | 16  | 3  | 186 | 41  | 0,22 |      |
| Total carrera                                                                          | Total carrera | Total carrera | 369 | 105 | 16 | 3   | 385 | 108  | 0,28 |
| (1) Incluye datos de la Copa Libertadores. (2) No incluye goles en partidos amistosos. |               |               |     |     |    |     |     |      |      |

## Palmarés
| Título           | Equipo                  | País      | Año    |
| ---------------- | ----------------------- | --------- | ------ |
| Primera División | C. A. Rosario Central   | Argentina | N-1980 |
| Primera División | Estudiantes de La Plata | Argentina | M-1982 |
| Primera División | Estudiantes de La Plata | Argentina | N-1983 |